# Nastro d'argento a la millor actriu no protagonista
El Nastro d'argento (Cinta de plata) és un premi cinematogràfic concedit anyalment, des de 1946, pel Sindicat Nacional de Periodistes Cinematogràfics Italians (Sindacato Nazionale dei Giornalisti Cinematografici Italiani) l'associació italiana de crítics de cinema.
Aquesta és la llista dels Nastro d'argento a la millor actriu no protagonista. Virna Lisi i Stefania Sandrelli són les actrius que més vegades l'han guanyat, amb quatre vegades cadascuna.

## Guanyadors
Els guanyadors estan indicats en negreta, seguits dels altres candidats.

### Anys 1946-1949
- 1946: Anna Magnani - Roma città aperta
- 1947: Ave Ninchi - Vivere in pace
- 1948: Vivi Gioi - Caccia tragica
- 1949: Giulietta Masina - Senza pietà

### Anys 1950-1959
- 1950: no entregat
- 1951: Giulietta Masina - Luci del varietà
- 1952: no entregat
- 1953: no entregat
- 1954: Elisa Cegani - Tempi nostri
- 1955: Tina Pica - Pane, amore e gelosia
- 1956: Valentina Cortese - Le amiche
- 1957: Marisa Merlini - Tempo di villeggiatura
- 1958: Franca Marzi – Le notti di Cabiria
- 1959: Dorian Gray - Mogli pericolose

### Anys 1960-1969
- 1960: Cristina Gaioni - Nella città l'inferno
- 1961: Didi Perego - Kapò
- 1962: Monica Vitti - La notte
- 1963: Regina Bianchi - Le quattro giornate di Napoli
- 1964: Sandra Milo - 8½
- 1965: Tecla Scarano - Matrimonio all'italiana
- 1966: Sandra Milo - Giulietta degli spiriti
- 1967: Olga Villi - Signore & signori
- 1968: Maria Grazia Buccella - Ti ho sposato per allegria
  - Daniela Surina - La Cina è vicina
- 1969: Pupella Maggio - Il medico della mutua
  - Valentina Cortese - Scusi, facciamo l'amore?
  - Laura Betti - Teorema

### Anni 1970-1979
- 1970: no entregat
  - Elsa Martinelli - L'amica
  - Lucia Bosè - Satyricon
- 1971: Francesca Romana Coluzzi - Venga a prendere il caffè da noi
  - Lucia Bosè - Metello
  - Rossana Di Lorenzo - Le coppie
- 1972: Marina Berti - La Califfa ex aequo Silvana Mangano - Morte a Venezia
  - Paola Borboni - Per grazia ricevuta
- 1973: Lea Massari - La prima notte di quiete
- 1974: Adriana Asti - Una breve vacanza
  - Pupella Maggio - Amarcord
  - Silvana Mangano - Ludwig
- 1975: Giovanna Ralli - C'eravamo tanto amati
  - Laura Betti - Fatti di gente perbene
  - Rina Morelli - Fatti di gente perbene
- 1976: Maria Teresa Albani - Per le antiche scale
  - Milena Vukotic - Amici miei
  - Anna Mazzamauro - Fantozzi
  - Anna Proclemer - Cadaveri eccellenti
- 1977: Adriana Asti - L'eredità Ferramonti
  - Laura Betti - Novecento
  - Alida Valli - Novecento
- 1978: Virna Lisi - Al di là del bene e del male
- 1979: Lea Massari - Cristo si è fermato a Eboli

### Anys 1980-1989
- 1980: Stefania Sandrelli - La terrazza
- 1981: Ida Di Benedetto - Fontamara
  - Maddalena Crippa - Tre fratelli
  - Elena Fabrizi - Bianco, rosso e Verdone
- 1982: Claudia Cardinale - La pelle
- 1983: Virna Lisi - Sapore di mare
  - Laura Betti - Il mondo nuovo
  - Lina Polito - Scusate il ritardo
- 1984: Monica Scattini - Lontano da dove
  - Tiziana Pini - Una gita scolastica
- 1985: Marina Confalone - Così parlò Bellavista
- 1986: Isa Danieli - Un complicato intrigo di donne, vicoli e delitti
  - Barbara De Rossi - Mamma Ebe
  - Athina Cenci - Speriamo che sia femmina
- 1987: Ottavia Piccolo - La famiglia
  - Valentina Cortese - Via Montenapoleone
  - Lina Sastri - L'inchiesta
- 1988: Elena Sofia Ricci - Io e mia sorella
  - Silvana Mangano - Oci ciornie
  - Lina Sastri - La posta in gioco
- 1989: Stefania Sandrelli - Mignon è partita
  - Nicoletta Braschi - Il piccolo diavolo
  - Delia Boccardo - Cavalli si nasce
  - Valeria Golino - Rain Man

### Anys 1990-1999
- 1990: Nancy Brilli - Piccoli equivoci
- 1991: Zoe Incrocci - Verso sera
  - Nathalie Guetta - I divertimenti della vita privata
  - Giovanna Ralli - Verso sera
  - Elisabetta Pozzi - Maggio musicale
  - Milena Vukotic - Fantozzi alla riscossa
- 1992: Ilaria Occhini - Benvenuti in casa Gori
  - Chiara Caselli - La domenica specialmente
  - Athina Cenci - Benvenuti in casa Gori
  - Nuccia Fumo - Pensavo fosse amore... invece era un calesse
  - María Mercader - La casa del sorriso
- 1993: Paola Quattrini - Fratelli e sorelle
  - Chiara Caselli - Sabato italiano
  - Isa Danieli - Io speriamo che me la cavo
  - Monica Scattini - Un'altra vita
  - Tutto il cast - Centro storico - Donne sottotetto
- 1994: Milena Vukotic - Fantozzi in paradiso
  - Asia Argento - Condannato a nozze
  - Marina Confalone - Arriva la bufera
  - Cristina Donadio - Libera
  - Anna Mazzamauro - Fantozzi in paradiso
- 1995: Virna Lisi - La reina Margot (La Reine Margot)[5]
  - Chiara Caselli - OcchioPinocchio
  - Alessia Fugardi - Con gli occhi chiusi
  - Giovanna Ralli - Tutti gli anni una volta l'anno
  - Giuliana De Sio - La vera vita di Antonio H.
- 1996: Regina Bianchi - Camerieri
  - Nicoletta Braschi - Pasolini, un delitto italiano
  - Silvia Cohen - Strane storie - Racconti di fine secolo
  - Angela Luce - L'amore molesto
  - Carlotta Natoli - L'estate di Bobby Charlton
- 1997: Lucia Poli - Albergo Roma
  - Barbara Enrichi - Il ciclone
  - Alessia Fugardi - La lupa
  - Chiara Noschese - Bruno aspetta in macchina
  - Galatea Ranzi - Va' dove ti porta il cuore
- 1998: Tot el repartiment - Tano da morire
  - Nicoletta Braschi - Ovosodo
  - Eva Grieco - Marianna Ucrìa
  - Amanda Sandrelli - Nirvana
  - Claudia Pandolfi - La frontiera
- 1999: Stefania Sandrelli - La cena
  - Marina Confalone - La parola amore esiste
  - Cecilia Dazzi - Matrimoni
  - Lunetta Savino - Matrimoni
  - Lola Pagnani - Polvere di Napoli

### Anys 2000-2009
- 2000: Marina Massironi - Pane e tulipani
  - Antonella Attili - Prima del tramonto
  - Rosalinda Celentano - Il dolce rumore della vita
  - Maya Sansa - La balia
  - Lunetta Savino - Liberate i pesci!
- 2001: Stefania Sandrelli - L'ultimo bacio
  - Sabrina Impacciatore - Concorrenza sleale i L'ultimo bacio
  - Ornella Muti - Domani
  - Lucia Sardo - I cento passi
  - Jasmine Trinca - La stanza del figlio
- 2002: Margherita Buy, Sandra Ceccarelli i Virna Lisi - Il più bel giorno della mia vita
  - Rosalinda Celentano - Paz!
  - Paola Cortellesi - Se fossi in te
  - Piera Degli Esposti - L'ora di religione
  - Iaia Forte - Tre mogli
- 2003: Monica Bellucci - Ricordati di me
  - Laura Betti - Il diario di Matilde Manzoni i La felicità non costa niente
  - Erika Blanc - Ilaria Alpi - Il più crudele dei giorni i Poco più di un anno fa - Diario di un pornodivo
  - Giovanna Ralli - Il pranzo della domenica
  - Teresa Saponangelo - Due amici
- 2004: Margherita Buy - Caterina va in città
  - Anna Maria Barbera - Il paradiso all'improvviso
  - Donatella Finocchiaro - Perdutoamor
  - Sabrina Impacciatore - Al cuore si comanda
  - Stefania Rocca - La vita come viene
- 2005: Giovanna Mezzogiorno - L'amore ritorna
  - Cristiana Capotondi - Christmas in Love i Volevo solo dormirle addosso
  - Monica Bellucci, Rosalinda Celentano i Claudia Gerini - The Passion of the Christ
  - Vincenza Modica - Vento di terra
  - Teresa Saponangelo - Te lo leggo negli occhi
- 2006: Angela Finocchiaro - La bestia nel cuore
  - Erika Blanc i Lisa Gastoni - Cuore sacro
  - Silvana De Santis - Tickets
  - Loretta Goggi - Gas
  - Angela Luce i Marisa Merlini - La seconda notte di nozze
- 2007: Ambra Angiolini - Saturno contro
  - Michela Cescon - L'aria salata
  - Isabella Ferrari - Arrivederci amore, ciao
  - Claudia Gerini - La sconosciuta i Viaggio segreto
  - Monica Bellucci, Sabrina Impacciatore i Francesca Inaudi - N (Io e Napoleone)
  - Francesca Neri - La cena per farli conoscere
- 2008: Sabrina Ferilli - Tutta la vita davanti
  - Anna Bonaiuto - La ragazza del lago i Bianco e nero
  - Anita Caprioli - Non pensarci
  - Marina Confalone, Lucia Ragni i Piera Degli Esposti - Tre donne morali
  - Angela Finocchiaro - Mio fratello è figlio unico i Amore, bugie & calcetto
- 2009: Francesca Neri - Il papà di Giovanna
  - Anna Bonaiuto - Il divo
  - Margherita Buy, Carolina Crescentini, Paola Cortellesi, Isabella Ferrari, Valeria Milillo, Marina Massironi, Claudia Pandolfi i Alba Rohrwacher - Due partite
  - Valentina Lodovini - Generazione 1000 euro i Il passato è una terra straniera
  - Carla Signoris - Ex

### Anys 2010-2019
- 2010: Isabella Ragonese - La nostra vita e Due vite per caso ex aequo Elena Sofia Ricci i Lunetta Savino - Mine vaganti
  - Valeria Bruni Tedeschi - Baciami ancora
  - Luciana Littizzetto - Matrimoni e altri disastri
  - Claudia Pandolfi - La prima cosa bella i Cosmonauta
- 2011: Carolina Crescentini - Boris - Il film i 20 sigarette
  - Anita Caprioli e Pasqualina Scuncia - Corpo celeste
  - Anna Foglietta - Nessuno mi può giudicare
  - Marta Gastini – The Rite
  - Valentina Lodovini - Benvenuti al Sud
- 2012: Michela Cescon - Romanzo di una strage
  - Barbora Bobuľová - Scialla! (Stai sereno)
  - Alessandra Mastronardi – To Rome with Love
  - Paola Minaccioni - Magnifica presenza
  - Elisa Di Eusanio - Good As You - Tutti i colori dell'amore
- 2013: Sabrina Ferilli - La grande bellezza
  - Claudia Gerini - Il comandante e la cicogna i Una famiglia perfetta
  - Anna Foglietta - Colpi di fulmine
  - Eva Riccobono - Passione sinistra
  - Fabrizia Sacchi - Viaggio sola
- 2014: Paola Minaccioni - Allacciate le cinture
  - Cristiana Capotondi - La mafia uccide solo d'estate
  - Claudia Gerini - Maldamore i Tutta colpa di Freud
  - Giuliana Lojodice i Claudia Potenza - Una piccola impresa meridionale
  - Micaela Ramazzotti - Più buio di mezzanotte
- 2015: Micaela Ramazzotti - Il nome del figlio
  - Barbora Bobuľová - I nostri ragazzi i Anime nere
  - Valeria Bruni Tedeschi - Latin Lover
  - Giovanna Ralli - Un ragazzo d'oro
  - Carla Signoris - Le leggi del desiderio
- 2016: Greta Scarano - Suburra
  - Sonia Bergamasco - Quo vado?
  - Valentina Carnelutti - La pazza gioia i Arianna
  - Piera Degli Esposti - Assolo
  - Milena Vukotic - La macchinazione
- 2017: Sabrina Ferilli - Omicidio all'italiana ex aequo Carla Signoris - Lasciati andare
  - Barbora Bobuľová - Cuori puri i Lasciami per sempre
  - Margherita Buy - Come diventare grandi nonostante i genitori i Questi giorni
  - Anna Ferruzzo - Il padre d'Italia
- 2018: Kasia Smutniak - Loro
  - Adriana Asti - Nome di donna
  - Nicoletta Braschi - Lazzaro felice
  - Anna Foglietta - Il contagio i Il premio
  - Sabrina Ferilli - The Place
- 2019: Marina Confalone - Il vizio della speranza
  - Isabella Ferrari - Euforia
  - Anna Ferzetti - Domani è un altro giorno
  - Valeria Golino - I villeggianti
  - Maria Paiato - Il testimone invisibile

### Anys 2020-2029
- 2020: Valeria Golino – 5 è il numero perfetto i Ritratto della giovane in fiamme[6]
  - Barbara Chichiarelli – Favolacce
  - Matilde Gioli – Gli uomini d'oro
  - Benedetta Porcaroli – 18 regali
  - Alba Rohrwacher – Magari